# Malcolm X (filme)
Malcolm X (bra/prt: Malcolm X) é um filme norte-americano de 1992, do gênero drama biográfico, com roteiro de Arnold Perl e do próprio diretor baseado no livro The Autobiography of Malcolm X, contada pelo ativista negro Malcolm X para o escritor Alex Haley.
O filme é estrelado por Denzel Washington, Angela Bassett, Albert Hall, Al Freeman Jr., e Delroy Lindo. Lee tem um papel secundário como Shorty, um personagem parcialmente baseado na vida chamado Malcolm "Shorty" Jarvis. O cofundador do Partido dos Panteras Negras, Bobby Seale, o reverendo Al Sharpton, e o futuro presidente da África do Sul, Nelson Mandela fazem participações especiais.[carece de fontes?]
O filme dramatiza eventos importantes da vida de Malcolm: sua carreira criminal, seu encarceramento, sua conversão ao Islã, seu ministério como membro da Nação do Islã e seu posterior desentendimento com a organização, seu casamento com Betty X, sua peregrinação à cidade sagrada de Mecca e reavaliação de seus pontos de vista sobre brancos, e seu assassinato em 21 de Fevereiro de 1965. Incidentes definidores, incluindo a morte de seu pai, a doença mental de sua mãe, e suas experiências com o racismo são dramatizados em flashbacks.[carece de fontes?]
Malcolm X foi distribuído pela Warner Bros. e lançado em 18 de Novembro de 1992. Em 2010, o filme foi selecionado para preservação na National Film Registry nos Estados Unidos pela Biblioteca do Congresso como sendo "culturalmente, historicamente, ou esteticamente significante".[carece de fontes?]

## Sinopse
Retrata a vida do ativista Malcolm Little, mais conhecido como Malcolm X, desde dos seus passos de infância até ao afirmar-se na linha da frente na igualdade, mas acima de tudo a liberdade do povo negro sendo liberto por Malcolm X.

## Elenco
- Denzel Washington .... Malcolm X
- Angela Bassett .... Dra. Betty Shabazz
- Albert Hall .... Baines
- Al Freeman Jr. .... Elijah Muhammad
- Delroy Lindo .... Archie
- Spike Lee .... Shorty
- Theresa Randle .... Laura
- Kate Vernon .... Sophia
- Lonette McKee .... Louise Little
- Tommy Hollis .... Earl Little
- James McDaniel .... Irmão Earl
- Ossie Davis .... Voz do panegírico no funeral

## Principais prêmios e indicações

### Oscar1993 (EUA)
- Indicado
  - Melhor ator (Denzel Washington)[4]
  - Melhor figurino[4]

### Festival de Berlim1993 (Alemanha)
- Venceu
  - Urso de Prata de melhor ator (Denzel Washington)[carece de fontes?]
- Indicado
  - Urso de Ouro de melhor filme[carece de fontes?]

### Globo de Ouro1993 (EUA)
- Indicado
  - Melhor ator - drama (Denzel Washington)[5]